# Kocioł (Lewin Kłodzki)
Kocioł (deutsch: Kuttel); tschechisch Drška ist ein Ort in der Landgemeinde Lewin Kłodzki im Powiat Kłodzki der Woiwodschaft Niederschlesien in Polen. Es liegt sieben Kilometer südwestlich von Duszniki-Zdrój (Bad Reinerz).

## Geographie
Kocioł liegt westlich des Glatzer Kessels in den nordwestlichen Ausläufern des Adlergebirges. Nachbarorte sind Witów (Nerbotin; 1937–1945: Markrode), Jerzykowice Małe (Kleingeorgsdorf) und Jawornica (Jauernig) im Nordosten, Zimne Wody (Kaltwasser) im Osten, Taszów (Tassau) im Südwesten und Krzyżanów (Krzyschney) im Nordwesten. Jenseits der Grenze zu Tschechien, die unmittelbar an den südlichen Fluren von Kocioł verläuft, liegt Olešnice v Orlických horách (Gießhübel).

## Geschichte
Kuttel bestand Anfang des 16. Jahrhunderts aus einem einzelnen Meierhof, der zur Herrschaft Hummel gehörte, die 1477 in die Grafschaft Glatz eingegliedert worden war. Auf dem parzellierten Grund des Meierhofs entstand eine Ansiedlung, die 1660 als Dorf bezeichnet wurde, das zum Kirchspiel der Lewiner Pfarrkirche St. Michael gehörte. Nach der Auflösung der Herrschaft Hummel Ende des 16. Jahrhunderts erwarb 1684 die Stadt Lewin das Kammerdorf Kuttel.
Nach dem Ersten Schlesische Krieg 1742 und endgültig nach dem Hubertusburger Frieden 1763 kam Kuttel zusammen mit der Grafschaft Glatz an Preußen. 1793 bestand es aus 15 Häusern, in denen 78 Menschen lebten. Nach der Neugliederung Preußens gehörte es ab 1815 zur Provinz Schlesien und war 1816–1945 dem Landkreis Glatz eingegliedert. Es bildete eine eigene Landgemeinde und gehörte zum 1874 gebildeten Amtsbezirk Tassau. 1939 wurden 85 Einwohner gezählt. 
Als Folge des Zweiten Weltkriegs fiel Kuttel 1945 wie fast ganz Schlesien an Polen und wurde in Kocioł umbenannt. Die deutsche Bevölkerung wurde vertrieben. Die neu angesiedelten Bewohner waren teilweise Zwangsumgesiedelte aus Ostpolen, das an die Sowjetunion gefallen war. Die Zahl der Einwohner ging deutlich zurück und betrug in den 1990er Jahren weniger als die Hälfte der Einwohnerzahl von 1939. Dadurch wurden zahlreiche Häuser dem Verfall preisgegeben. Dazu gehörte auch das vom Baumeister Paul Blau aus Lewin gebaute alte Preußische Zollamt. 1975–1998 gehörte Kocioł zur Woiwodschaft Wałbrzych (Waldenburg).